# Lucia Morico
Lucia Morico (12 de dezembro de 1975) é uma judoca italiana.
Foi medalhista de bronze nos Jogos Olímpicos de 2004 em Atenas, além de ter obtido 1 medalha de ouro, 3 de prata e 1 de bronze no Campeonato Europeu de Judô.